# Wasserstraßen- und Schifffahrtsamt Emden
Das Wasserstraßen- und Schifffahrtsamt Emden (WSA Emden) war ein Wasserstraßen- und Schifffahrtsamt in Deutschland. Es gehörte zum Dienstbereich der Generaldirektion Wasserstraßen und Schifffahrt, vormals Wasser- und Schifffahrtsdirektion Nordwest.
Bei der Neuorganisierung der Wasser- und Schifffahrtsverwaltung des Bundes 1979 wurde der Amtsbereich des Wasser- und Schifffahrtsamtes Emden auf die Bereiche der ehemaligen Wasser- und Schifffahrtsämter Leer und Norden ausgedehnt. Durch die Zusammenlegung der Wasserstraßen- und Schifffahrtsämter Emden und Meppen ging es am 15. Januar 2020 im neuen Wasserstraßen- und Schifffahrtsamt Ems-Nordsee auf.

## Zuständigkeitsbereich
Das Wasserstraßen- und Schifffahrtsamt Emden war zuständig für die Ems von Papenburg bis zur Emsansteuerung bei Borkum, die Leda ab der Grenze der Landkreise Leer und Papenburg, den Ems-Seitenkanal von unterhalb der Borssumer Schleuse bis zur Ems und die Nordsee von der niederländischen Grenze bis zum Harlefahrwasser zwischen den Inseln Spiekeroog und Wangerooge sowie im Norden bis zur südlichen Grenze des Verkehrstrennungsgebietes.

## Aufgabenbereich
Zu den Aufgaben des Wasserstraßen- und Schifffahrtsamtes Emden gehörten:
- Unterhaltung und Ausbau der Bundeswasserstraßen im Amtsbereich
- Ordnung und Sicherheit des Schiffsverkehrs und Betrieb der Verkehrszentrale Ems
- Übernahme strom- und schifffahrtspolizeilicher Aufgaben
- Betrieb und Unterhaltung des Ledasperrwerks.

## Außenbezirke
Zum Wasserstraßen- und Schifffahrtsamt Emden gehörten die Außenbezirke in Leer und Borkum sowie der Außenbezirk Emden und der Bauhof Emden mit einer Außenstelle auf Norderney.
- Der Außenbezirk Leer war zuständig für die Unterems von Papenburg bis Höhe Pogum, die Leda und den Ems-Seitenkanal zwischen Oldersum und Borssum sowie Unterhaltung und Betrieb des Ledasperrwerks und der Schleuse Oldersum.
- Der Außenbezirk Emden war zuständig für die Außenems (ab Höhe Pogum) bis zur Emsansteuerung bei Borkum (Ansteuerungstonne Westerems), die Osterems und das ostfriesische Wattenmeer bis Wangerooge.
- Der Außenbezirk Borkum war zuständig für Bauwerke und Anlagen (z. B. Leuchttürme, Funk- und Radarsysteme) auf der und um die Insel Borkum.
- Der Bauhof in Emden mit der Außenstelle auf Norderney nahm insbesondere Wartungs- und Instandsetzungsaufgaben an schwimmenden und festen Seezeichen wahr und war verantwortlich für die Unterhaltung des Ledasperrwerks, der Schleuse Oldersum und der Verkehrszentrale Ems sowie der Schiffsflotte des Wasserstraßen- und Schifffahrtsamtes Emden.

## Verkehrszentrale Ems

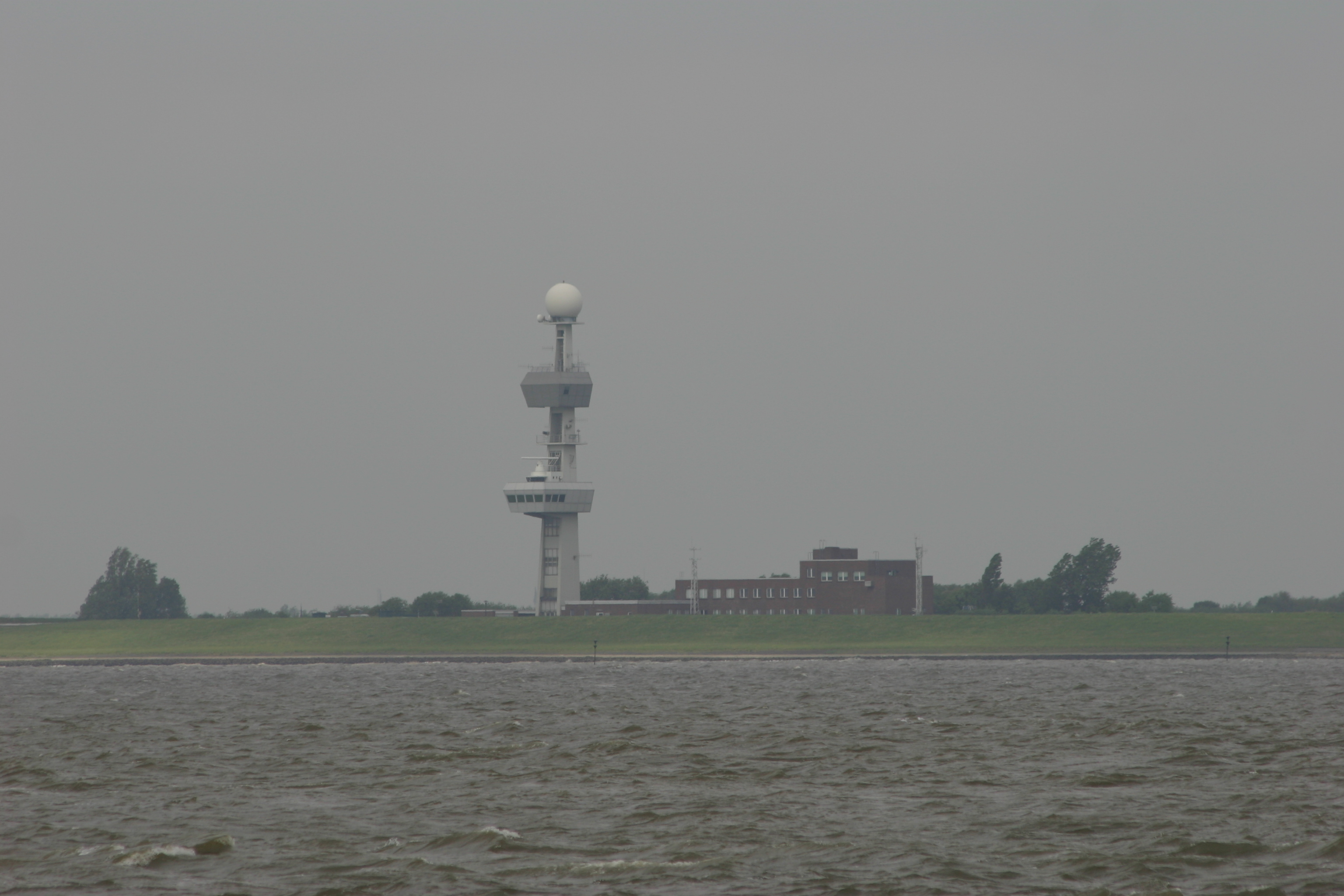
Verkehrszentrale Ems des WSA Emden

Das Wasserstraßen- und Schifffahrtsamt Emden unterhielt die Verkehrszentrale Ems, von der aus der Schiffsverkehr auf der Ems rund um die Uhr überwacht und gelenkt wird. Der Probebetrieb der Verkehrslenkung, zunächst als Radarüberwachung auf der Ems, wurde 1967 von Borkum aus begonnen. Seit 1972 befindet sich die Verkehrszentrale als eine von neun Einrichtungen der Art in Deutschland an der Knock in der Nähe von Emden.
Die Verkehrszentrale Ems ist heute eine deutsch-niederländische Gemeinschaftseinrichtung. Grundlage der Zusammenarbeit ist der sogenannte Radarvertrag aus dem Jahr 1980, der als Ergänzung zum Ems-Dollart-Vertrag von 1960 nach der Einrichtung einer niederländischen Radarstation in der Nähe von Eemshaven im Jahr 1974 geschlossen wurde.

Bilder Wasserstraßen- und Schifffahrtsamt Emden
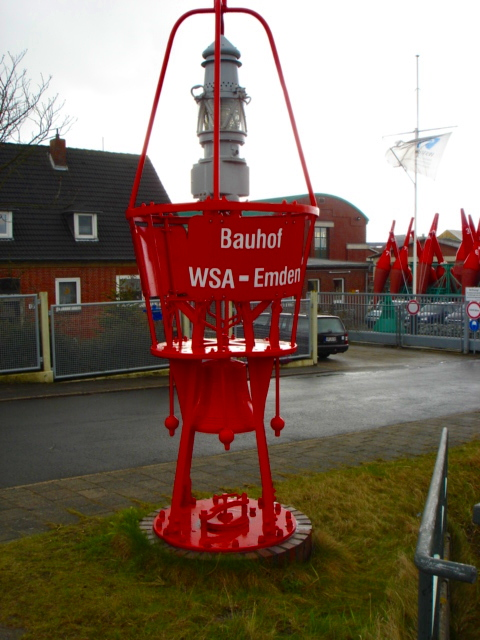
Leucht- und Glockentonne am Bauhof am Emder Binnenhafen
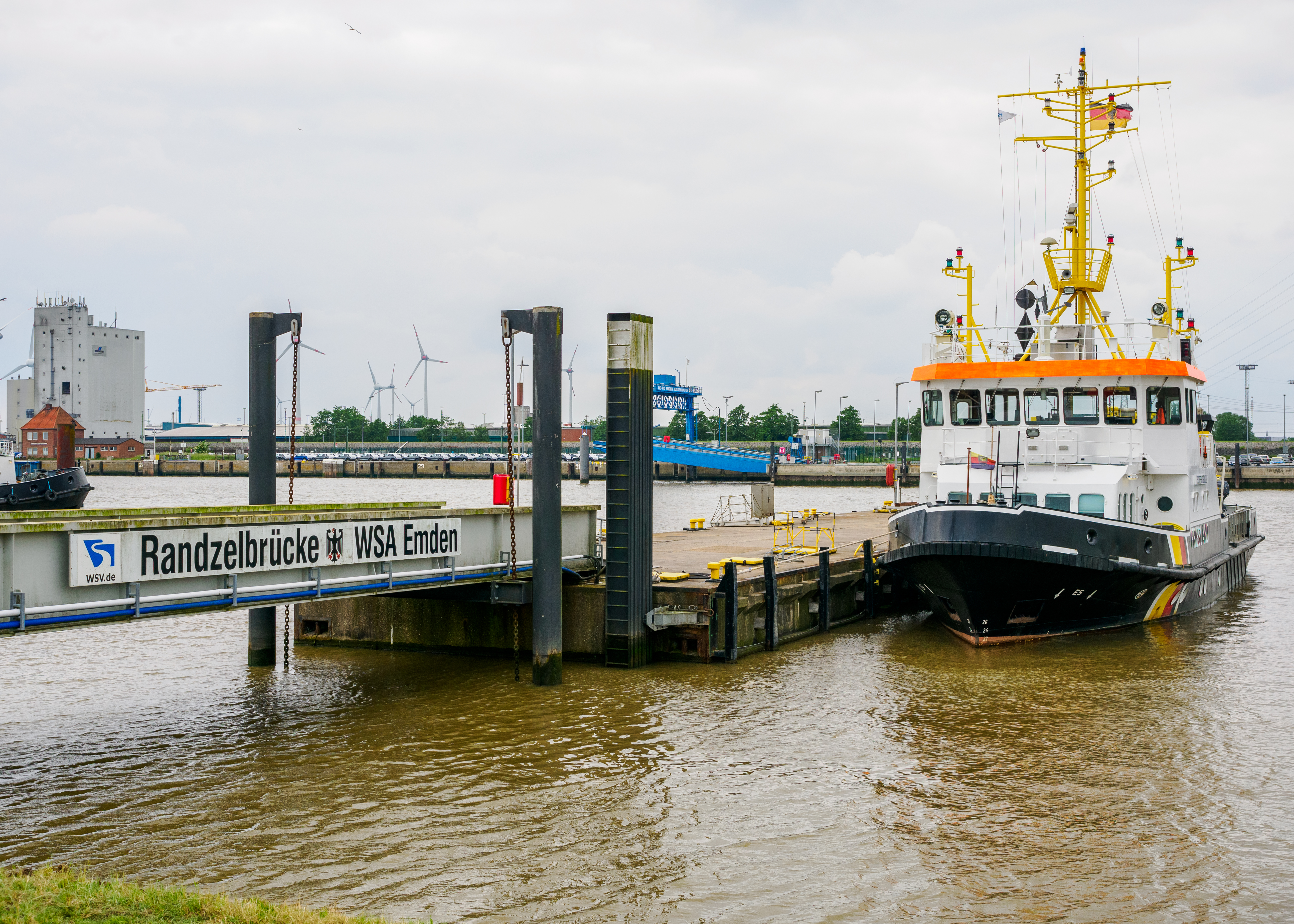
Randzelbrücke mit Messschiff Friesland
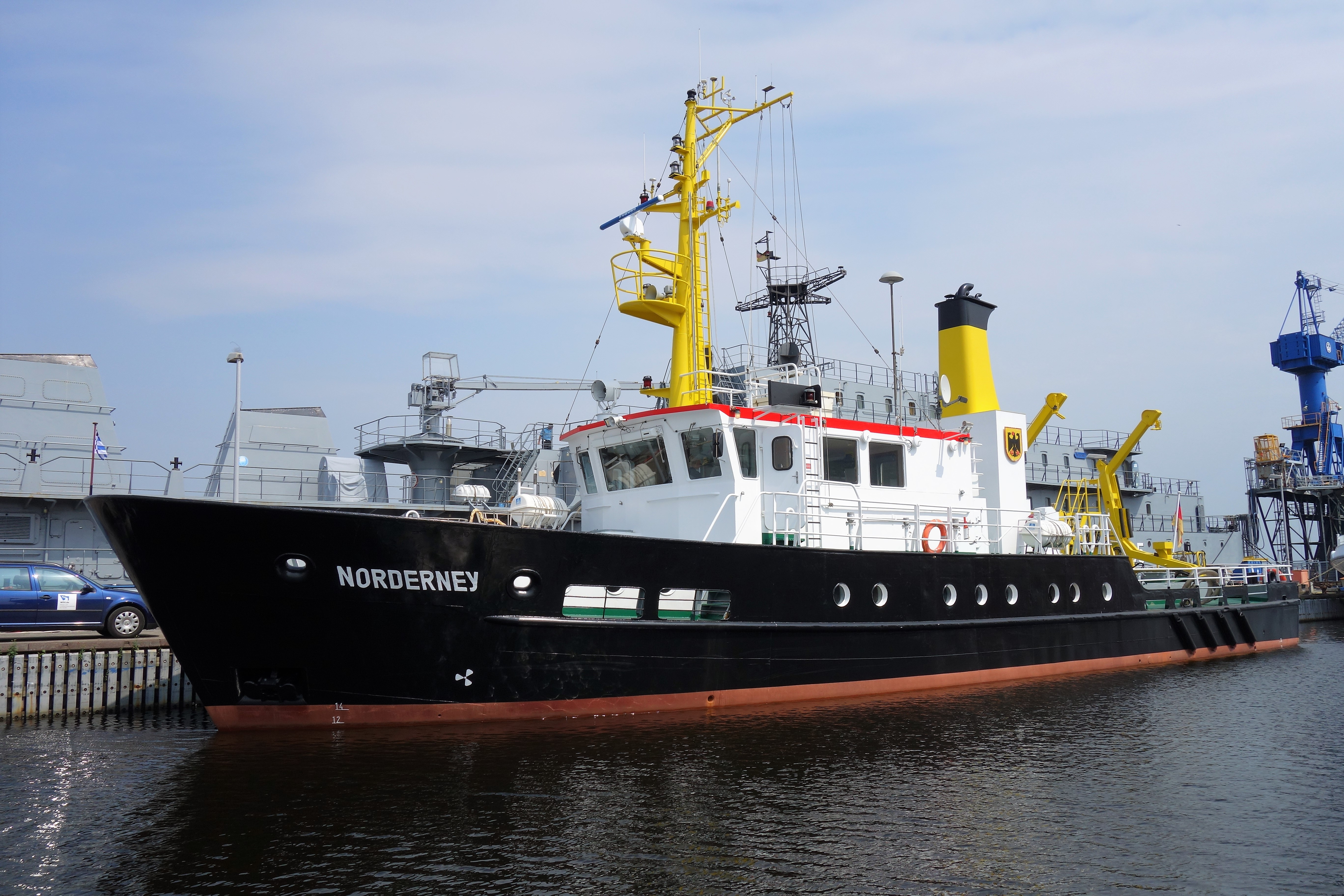
Vermessungsschiff Norderney
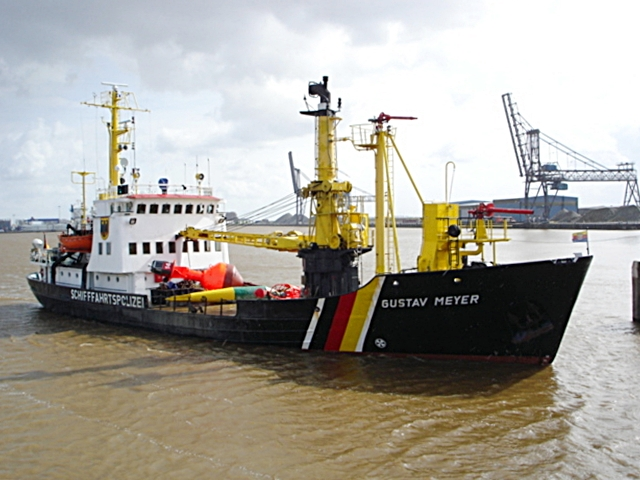
Tonnenleger Gustav Meyer, Ausfahrt aus dem Emder Hafen
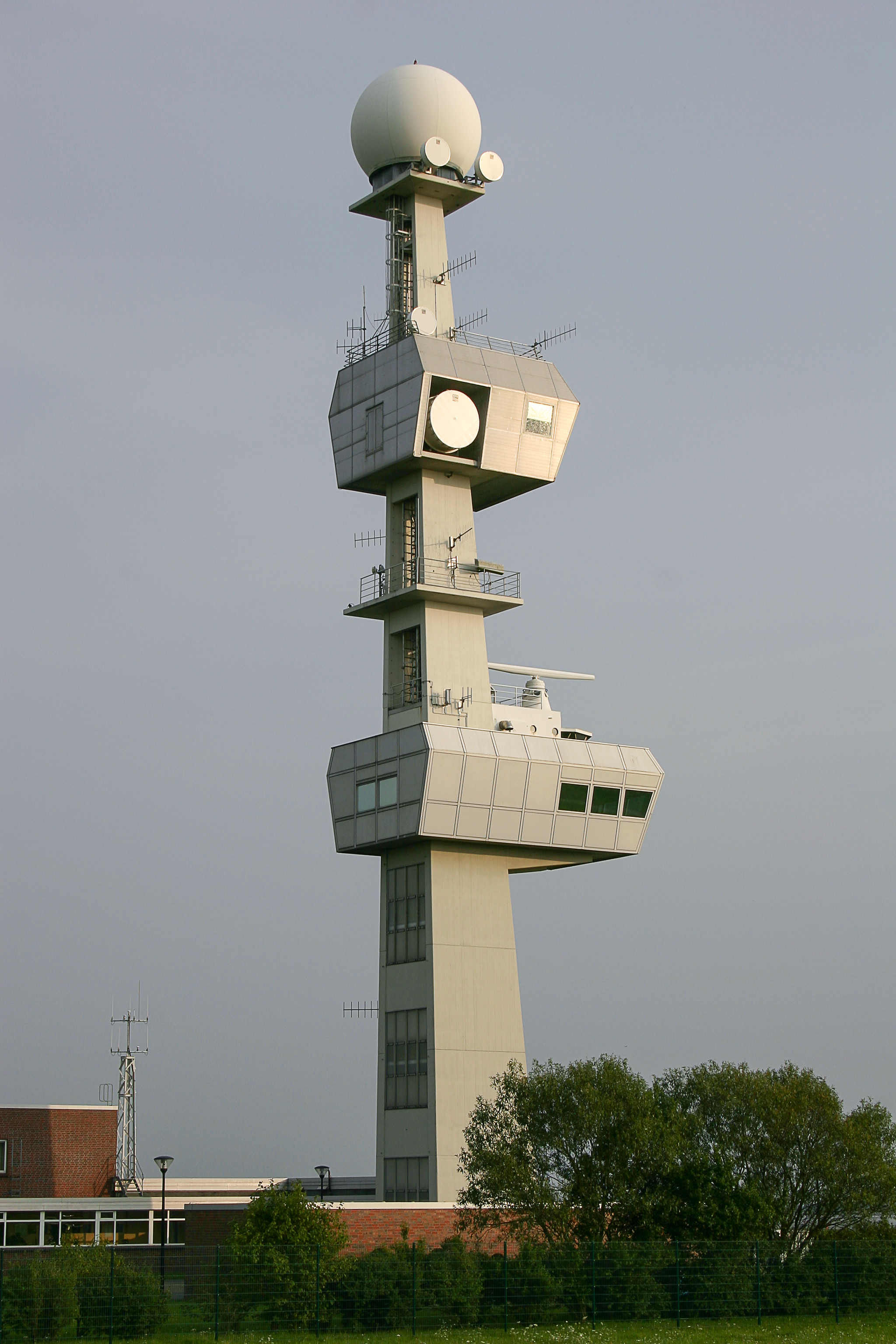
Verkehrszentrale Ems, Knock
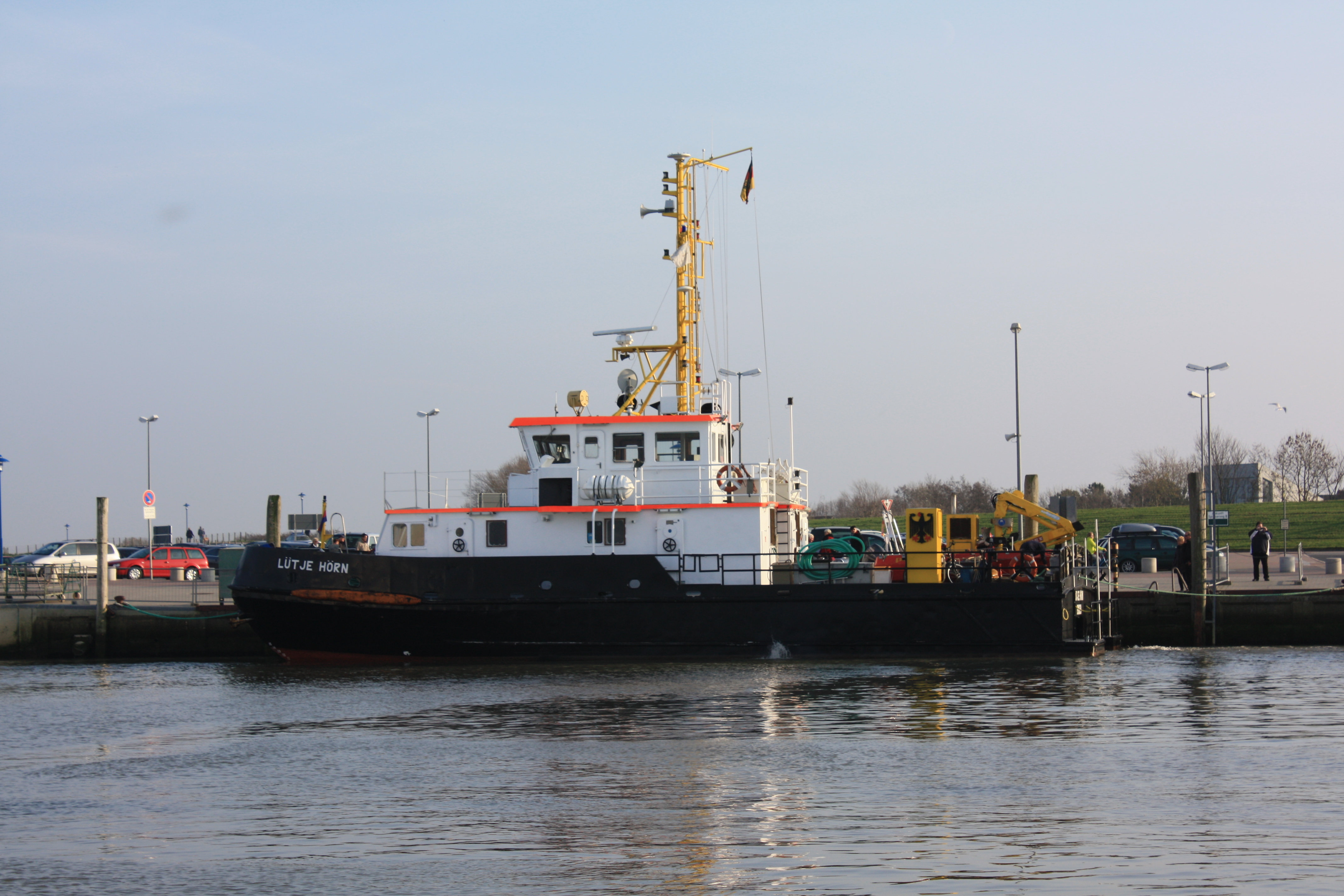
Lütje Hörn

## Kleinfahrzeugkennzeichen
Den Kleinfahrzeugen im Bereich des Wasserstraßen- und Schifffahrtsamtes Emden wurden Kleinfahrzeugkennzeichen mit der Kennung EMD zugewiesen.